# Émile Richebourg
Pour les articles homonymes, voir Richebourg.
Émile Richebourg, né le 25 avril 1833 à Meuvy et mort le 25 janvier 1898 à Bougival, est un romancier français.
L'un des romanciers les plus féconds et les plus répandus de son époque, il a connu une notoriété importante comme auteur de romans-feuilletons, parus notamment dans le Petit Journal. Ayant débuté dans la littérature tous les auspices de Béranger, il a écrit, pendant quarante ans, au courant de la plume, au jour le jour, une inépuisable série d’œuvres dont la vogue était extrême auprès du public. Il a excellé dans l’art bien spécial du roman d’aventures et de sentiments, du genre larmoyant douceâtre, qui était la marque propre de son talent.

## Biographie
Fils d'un coutelier, Richebourg est monté à Paris en 1850, où il a d’abord été maître d’études, puis comptable dans une maison de commerce, et enfin attaché pendant dix ans à l’administration du Figaro. Après avoir écrit quelques poésies légères et fait représenter quelques comédies-vaudevilles, il s’est lancé dans le roman, où il a rapidement trouvé à la fois une fortune considérable et une extraordinaire popularité. On lui doit les Soirées amusantes en 13 volumes, la série romanesque des Drames de la Vie en 16 volumes, qui reprend des thèmes de romans populaires tels que le Comte de Monte-Cristo, la Petite Mionne, les Deux Berceaux, Andréa la Charmeuse, les Deux Mères, la Figure de cire et l’Agent de police, qui ont causé un émoi, qui a fait de lui l’auteur favori des faubourgs. Tous les ateliers de Paris se sont passionnés, de 1876 à 1880, au récit de ces histoires de rapts d’enfant, de détournements d’héritage, de luttes entre la puissance de l’argent et la probité du prolétaire.
Jules Claretie, dans l’une de ses chroniques, l’a surnommé « le terre-neuve des journaux », parce qu’Émile de Girardin ayant voulu remplacer au Petit journal, le genre Richebourg par des récits plus délicats, a fait, avec Michel Strogoff de Jules Verne, baisser le journal de quatre-vingt mille exemplaires en huit jours. Richebourg vite rappelé à la rescousse, les ventes du journal ont rapidement remonté.
De même, lors de la fondation, sous les auspices de Léon Gambetta, de la Petite République, en 1875, cet organe de l’Union républicaine avait quelque mal à prospérer. Gambetta s’en désolait, cherchait des moyens, corsait sa collaboration, attisait les polémiques, la Petite République allait toujours cahin-caha, ne dépassant pas l’honnête moyenne de la combustion lente. Un jour, Philippe Burty lui a donné ce conseil : « Appelez Émile Richebourg, il paraît que le mélodramatique de ses ficelles romanesques est un moxa souverain pour les feuilles en détresse. » Ayant convoqué Richebourg, Gambetta lui a réclamé d’urgence un feuilleton populaire, dont l’affichage a été retentissant. En moins d’un mois, le tirage était monté de trente mille, et la Petite République était sauvée grâce à Richebourg.
Maître du roman populaire, travailleur consciencieux, pendant quarante ans de travail assidu, celui que Camille Pelletan appelle « un bon ouvrier d’une médiocre besogne » a multiplié les péripéties émouvantes, les enlèvements, les reconnaissances, les crimes, en créant tout un monde d’escarpes, d’assassins masqués, de brigands du meilleur monde. Mais ce qui constitue la marque de son œuvre, c’est sa spécialité d’enfants. Il restera le père de l’Enfant du faubourg.
Les Deux Berceaux ont eu un succès auprès du grand public, très sensible, dont on n’a pas l’idée. Lorsque ses romans avaient réussi en feuilleton, Richebourg les publiait en livraisons et la vogue en était la même. Un de ses amis l’ayant, un jour, vu en famille très occupé à coller des bouts de papier imprimé sur de larges feuilles toutes blanches, lui a demandé :

— C’est une collection d’articles écrits sur vous ?

— Point. Je me soucie fort peu de ce qu’on écrit sur moi. Non. C’est un de mes romans que je découpe pour l’allonger et faire, sur la demande de l’éditeur, cinquante livraisons de plus. Je laisse des blancs pour écrire du dialogue en marge !

Les romans de Richebourg pouvaient ainsi grossir à volonté et, attachants et élastiques, durer tant que le public ne s’en fatiguait pas, et il ne s’en est jamais lassé.
Le critique Théodore de Wyzewa ayant affirmé que le journal populaire, avec ses feuilletons terrifiants et mauvais, était l’agent le plus actif du suicide, le visant en particulier, ce dernier s’est défendu en blâmant non les romans populaires, mais les philosophes de faire tout le mal avec leurs doctrines mal digérées et leur soif de nouveau. Parmi tant d’autres qui ne se servaient du roman-feuilleton que pour exciter les mauvais appétits et les basses curiosités, il apportait à sa tâche une certaine probité et comme une intention de morale. Une grande honnêteté se dégageait de ses productions, où on pouvait être sûr du triomphe définitif de la vertu. S’il ne répugnait non plus qu’un autre au spectacle malsain du crime, il purifiait l’atmosphère par le contraste de l’innocence, de l’amour et de la vertu.
Cet écrivain dont la fécondité semblait intarissable et faisait l’admiration des foules était aussi un excellent confrère, qui ignorait ce qu’est la médisance et qui a toujours aidé les jeunes romanciers de ses conseils et de sa bourse. Mort subitement, alors qu’il corrigeait les épreuves de son dernier livre, Richebourg a laissé par testament, à la Société des gens de lettres, le capital nécessaire à la fondation d’un prix qui portera son nom et qui devra être attribué chaque année à un romancier populaire.
Décoré de chevalier de la Légion d’honneur, le 30 mars 1894, il était également officier de l’Instruction publique.
Sa tombe au cimetière de Bougival est ornée d'un buste.

## Œuvres

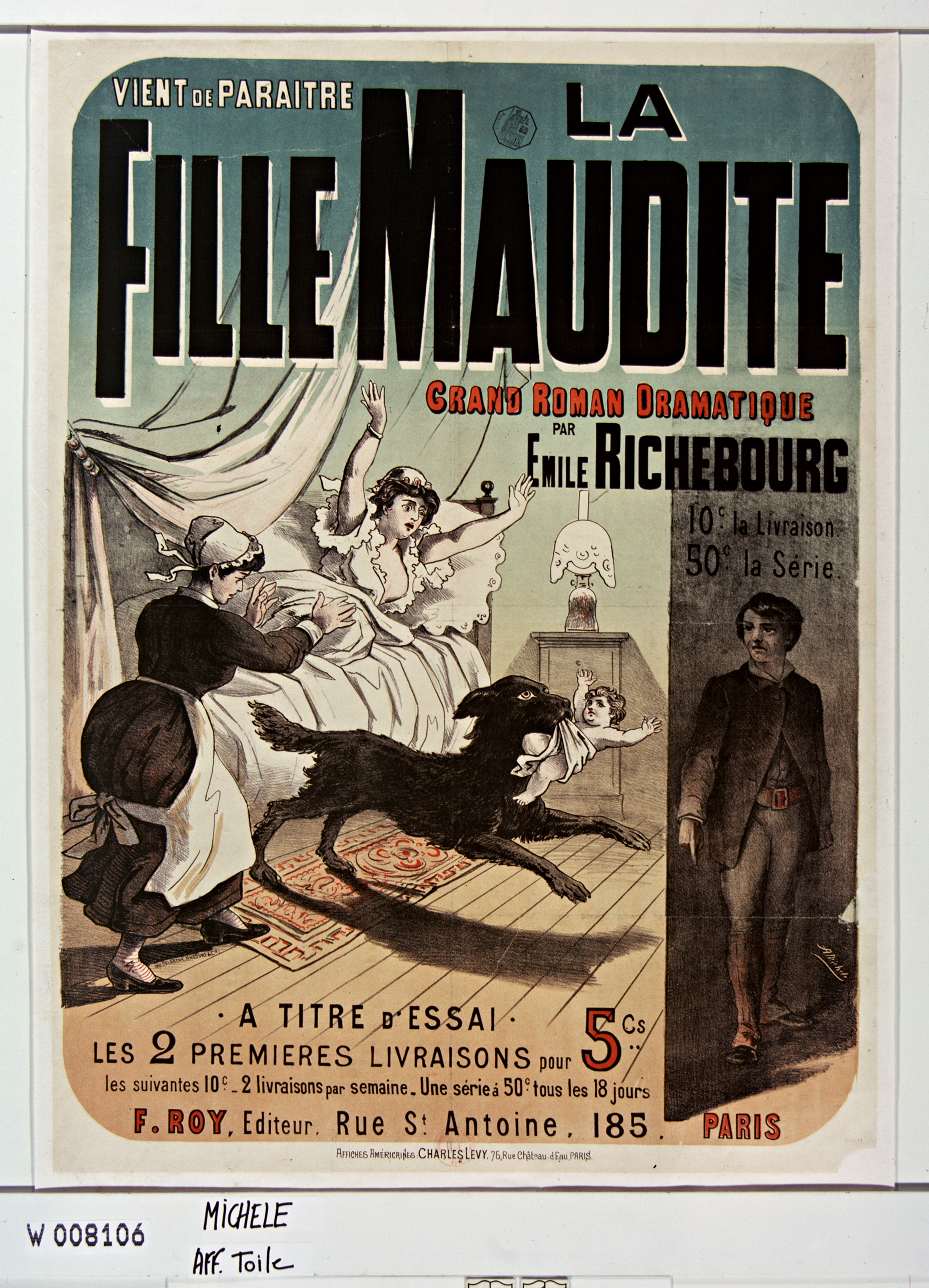
Publicité pour La Fille maudite.

### Romans
- Une madeleine, suivi par La fille du fermier, 1 vol., 124 p. Paris, Narcisse Blanpain, 1887.
- Le Mari..., Paris, Jules Rouff (d), [s.d.], 1 vol., 1271 p.
- L’Abbé Orsini, 1801-1875, Paris, impr. de Balitout, Questroy et Cie, 1875.
- Les Contes enfantins, Paris, C. Vanier, 1857, 1 vol., 209 p.
- Cœurs de femmes, Paris, Brunet, 1864, 1 vol., 260 p.
- Récits devant l’âtre, Paris, Brunet, 1867, 1 vol., 307 p.
- Honneur et patrie nouvelles militaires, Paris, A. Sagnier, 1875, 1 vol., 297 p.
- La Dame voilée, Paris, Édouard Dentu, 1875, 1 vol., 372 p.
- La Belle organiste, Paris, Georges Decaux ; Bruxelles, E. Sardou, 1876, 1 vol., 312 p.
- Les Exploits de la mère Langlois, Paris, Édouard Dentu, 1876, 1 vol., 432 p.
- La Dame voilée, Paris, F. Roy, 1877, 1 vol., 296 p.
- La Fille du chanvrier, Paris, G. Decaux, 1877, 1 vol., 188 p.
- Les Deux Berceaux, Paris, Édouard Dentu, 1877, 2 vol. 356, 384 p.
- Histoire d’un avare, d’un enfant et d’un chien, Paris, Édouard Dentu, 1878, 1 vol., 307 p.
- La Fille maudite, Paris, F. Roy, 1878, 1 vol., 616 p.
- Quarante mille francs de dot, Paris Édouard Dentu, 1879, 1 vol., 310 p.
- Deux mères, Paris, Édouard Dentu, 1879, 2 vol. 436, 403 p.
- Andréa la charmeuse, Paris, F. Roy, 1880, 1 vol., 611 p.
- Deux Mères, Paris, F. Roy, 1880, 1 vol., 576 p.
- Le Fils, Paris, Édouard Dentu, 1880, 2 vol. 452, 444 p.
- L’Enfant du faubourg, Paris, F. Roy, 1881, 451 p., 1 vol. ; ill. ; in-4° (OCLC 1403270199, lire en ligne sur Gallica).
- La Belle Tiennette, Paris, Édouard Dentu, 1882, 1 vol., 313 p.
- Jean Loup, Paris, Édouard Dentu, 1882, 2 vol. 334, 396 p.
- La Petite Mionne, Paris, Édouard Dentu, 1884, 3 vol. 444, 412, 418 p.
- Les Millions de M. Joramie, (plusieurs volumes), Édouard Dentu, Paris, 1885.
- La Grand’mère, Paris, Édouard Dentu, 1887, 3 vol. 378, 432, 432 p.
- L’Idiote, Paris, F. Roy, 1888, 1 vol., 676 p.
- La Comtesse Paule, Paris, F. Roy, 1889, 1 vol., 824 p.
- Le Million du père Raclot, Paris, Édouard Dentu, 1889, in-16, 388 p., fig.
- Les Amours de village, Paris, Édouard Dentu, 1890, 1 vol., 250 p.
- Les Millions de M. Joramie, Paris, Jules Rouff et Cie, 1898, 1 vol., 1287 p.
- Sourcils noirs ; Le missel de la grand’mère, Paris, Ernest Flammarion, 1898, 1 vol., 249 p.
- L’Enfant du faubourg, Paris, Jules Rouff, 1899, 1 vol., 528 p.
- Deux amis ; Les violettes blanches, Paris, Jules Rouff, 1904, 1 vol., 121 p.
- Le Lis du village ; Le secret du mur. - Péché d’orgueil, Paris, Jules Rouff, 1904, 1 vol., 124 p.
- Le Portrait de Berthe ; L’héritage d’un maniaque, Paris, Jules Rouff, 1904, 1 vol., 122 p.
- Père Biscuit ; La joue brûlée, Paris, Jules Rouff, 1904, 1 vol., 119 p.
- 40.000 francs de dot, Paris, F. Rouff, [s.d.], 40 p.

### Chansons
- La Fée aux miettes !, romance, musique d’Alfred d’Hack, Paris, E. Gérard, 1867, in-f°.
- La Gitana !, chant espagnol, musique d’Alfred d’Hack Paris, E. Gérard, 1867, in-f°.
- Papa Bonhomme !, chansonnette, musique d’Alfred d’Hack, Paris, E. Gérard, 1867, in-f°.